# Athyrium fimbriatum
Athyrium fimbriatum — вид папоротей родини безщитникові (Athyriaceae).

## Біоморфологічна характеристика
Кореневища короткі, кремезні, прямовисні, верхівка густо вкрита тьмяно-бурими або червоно-коричневими, лінійно-ланцетними лусочками. Листя росте пучками; родючі листки (25)60–80(130) см; пластинка периста, довгаста або довгастоланцетна, (15)40–50(80) × (4)15–30(40) см. Соруси еліптичні та підковоподібні, рідше J-подібні, 1–3 соруси на листочок. 2n = 80.

## Середовище проживання
Зростає у Гімалаях (Індія, Тибет, Непал, Бутан, М'янма) і Китаї (Юньнань, Сичуань, Хунань). 
Населяє змішані ліси; на висотах 1600–3800 метрів.